# Sebastià Alberich i Jofré
Sebastià Alberich i Jofré (Barcelona, 7 de juliol de 1897 – febrer de 1967) va ser un esperantista i agent de transports català.

## Vida
Va néixer a Barcelona el 7 de juliol de 1897, ciutat on va residir tota la seva vida. Va tenir tres germans, també esperantistes: Josep (1904-1995), Frederic (1908-2008) i Tomàs (1914-1999). Casat amb Pilar Molins Tomàs, va tenir dos fills, Everest i Nil.
Va tenir mes germans, Ricard, Albert i Maria

## Activisme esperantista

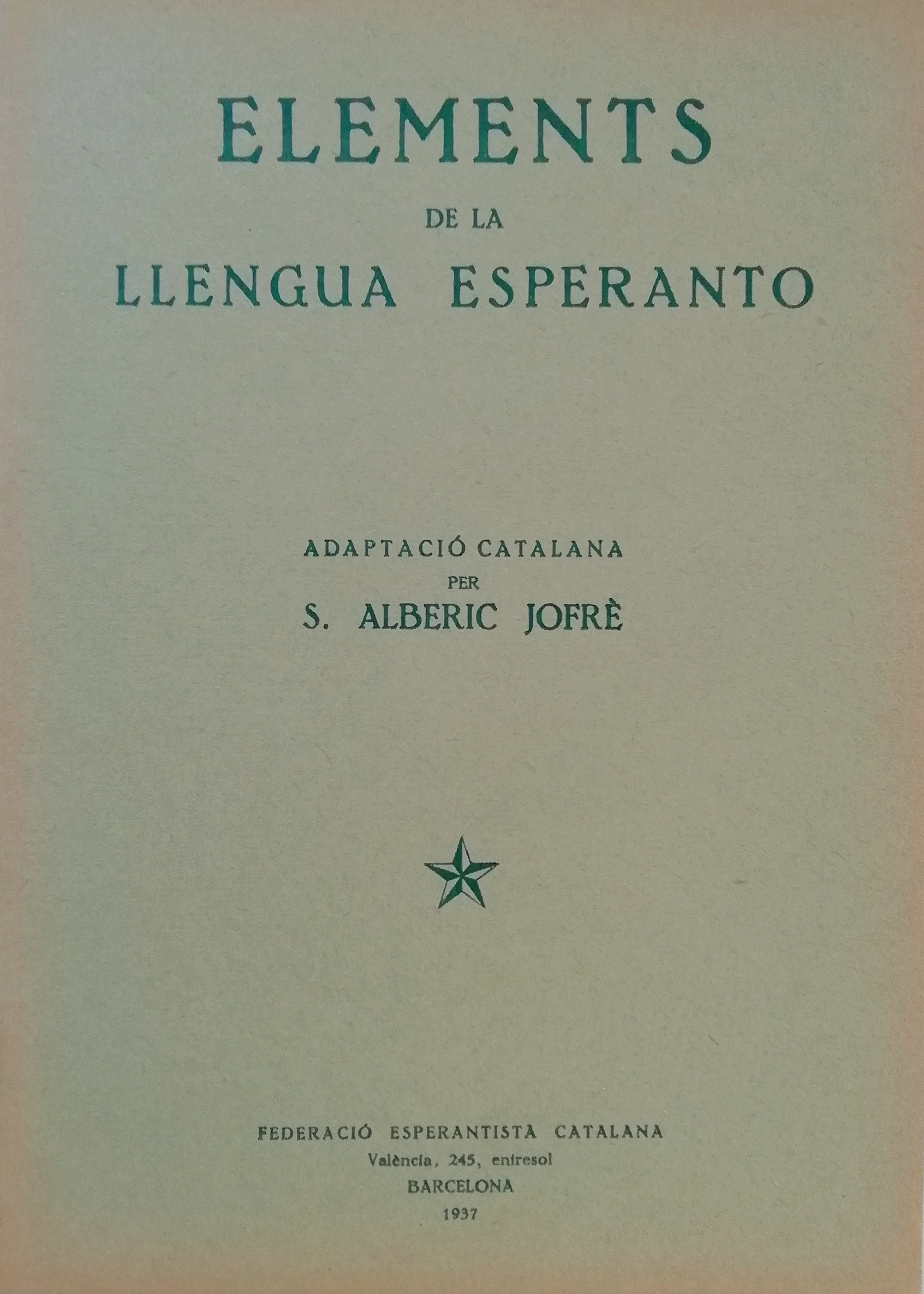
Elements de la llengua Esperanto (1937)

Va aprendre la llengua auxiliar internacional esperanto el 1911 i al llarg de la seva vida va dur a terme moltes funcions dins del moviment esperantista. A nivell internacional va ser membre de la Lingva Komitato. També va ser president de la Kataluna Esperanto-Federacio i secretari dels Jocs Florals Internacionals. Juntament amb els seus germans, també esperantistes, va formar part de l'associació cultural de la Vila de Gràcia Paco kaj Amo (‘Pau i Amor’), una de les associacions esperantistes més importants a l'època. Per allà hi van passar, entre d'altres, Domènec Massachs i Ramon Fernández Jurado. Va ser amic de Jesús Paluzie.
Fent servir el pseudònim Saljo, Sebastià Alberich va escriure històries originals en esperanto i també un gran nombre de traduccions i ressenyes per a la revista Kataluna Esperantisto. És autor de l'obra Elements de la llengua Esperanto (1937) i traductor, juntament amb Eduard Capdevila, de diferents obres de Santiago Rusiñol per a l'antologia de literatura catalana Kataluna Antologio, com ara La morfinulo, La studento o La Barcelona brokantejo.